# Всі когось люблять…
«Всі когось люблять…» (рос. «Все кого-то любят...») — радянський художній фільм 1988 року, знятий режисером Дмитром Зайцевим на кіностудії «Білорусьфільм».

## Сюжет
За оповіданнями І. Кашафутдінова. Григорій вже багато років працює водолазом на Охотському морі. Він дуже сумує за своїм шестирічним сином Дімкою і вирішує повернутися до рідного міста, щоб запропонувати колишній дружині Каті спробувати якось налагодити спільне життя. Приїхавши, він дізнається, що у Каті новий чоловік, і вона чекає від нього дитину. Григорій просить віддати йому сина в обмін на всі зароблені на півночі гроші, і Катя після недовгого вагання погоджується. Григорій забирає Дімку, але на вокзалі їх наздоганяє міліція. У дільниці Григорій дізнається, що його колишня дружина подала заяву про викрадення сина.

## У ролях
- Борис Галкін — Григорій
- Марина Яковлєва — Катя
- Володимир Січкар — Костя
- Антоніна Шуранова — Клавдія Іванівна, бабуся Жені
- Віктор Гоголєв — Фрол Романович, дід Жені
- Іра Баубель — Женя
- Діма Кучин — Діма, син Григорія
- Тетяна Чекатовська — епізод
- Арнольд Помазан — епізод
- Людмила Ксенофонтова — епізод
- Володимир Горохов — епізод
- Майя Мартиненко — епізод
- Олена Турова — епізод
- Т. Корзун — епізод
- Ольга Корзун — епізод

## Знімальна група
- Режисер — Дмитро Зайцев
- Сценарист — Федір Конєв
- Оператор — Олег Шкляревський
- Композитор — Ігор Волчек
- Художник — Олександр Чертович